# Різанина в Солхані та Тадаряті
4 та 5 червня 2021 року повстанці напали на села Солхан та Тадарят в провінції Яґа у Буркіна-Фасо. Унаслідок масових вбивств загинуло щонайменше 174 людини. Повстанці постійно атакують область Сахель, уздовж кордону з Малі після захоплення частини Малі ісламістами 2013 року.

## Напади і розслідування
Увечері 4 червня 2021 року в селі Тадарят, розташованому за 150 км на північ від Солхана, стався напад, унаслідок якого загинуло 13 цивільних і військовий. Зловмисники також здійснили рейди на мотоциклах та на конях.
Кількома годинами пізніше, із самого ранку 5 червня 2021 року повстанці напали на село Солхан у Буркіна-Фасо, убивши щонайменше 160 жителів, у тому числі 20 дітей, та поранили 40 людей. Близько другої години ночі зловмисники приблизно на 20 мотоциклах, спочатку атакували «Добровольців захисту вітчизни» (ДЗВ), перш ніж спалити житлові будинки та ринок. Також здійснили атаки на сусідню шахту, Сольхан — це центр видобутку золота. Зловмисники втекли на світанку, за три години до прибуття до села поліціянтів. Виїхавши зі села, зловмисники залишили кілька саморобних вибухових пристроїв на дорогах, що ведуть до села. Вони були знешкоджені інженерами з армії Буркінабе протягом наступних днів.
Ці напади мали найбільшу кількість жертв у Буркіна-Фасо за останні п'ять років. Багато вцілілих втекли до Себби, столиці провінції Яга, за 15 км від Солхана. Померлих із Солхана місцеві жителі поховали у трьох братських могилах.
6 червня кількість загиблих виросла до 160 осіб. Президент країни Роч Марк Кристіан Каборе оголосив триденний національний траур. Як стало відомо згодом, більшість нападників були дітьми віком 12-14 років.

## Відповідь
Уряд Буркінабе звинуватив у нападі терористів; однак жодне угруповання не взяло відповідальності за різанину. Президент Буркіна-Фасо Рох Каборе висловив співчуття з приводу нападу. Каборе скасував заплановану поїздку в Ломе в Того.
Уряд оголосив триденну жалобу. Деякі місцеві жінки одягнули біле вбрання 7 червня 2021 року на знак поваги до вбитих. Національна поліція Буркінабе передислокувала підрозділи у відповідь на масові вбивства та очікує подальших атак.
Антоніу Гутерреш, генеральний секретар ООН, що має тисячі миротворців у країні, заявив, що був обурений нападами. Папа Франциск згадав про різанину під Солханом у своїх молитвах до Ангела, зазначивши, що Африка потребує миру, а не насильства.